# Conner (Apayao)
Conner è una municipalità di terza classe delle Filippine, situata nella Provincia di Apayao, nella Regione Amministrativa Cordillera.
Conner è formata da 21 baranggay:
- Allangigan
- Banban
- Buluan
- Caglayan (New Pob.)
- Calafug
- Cupis
- Daga
- Guinaang
- Guinamgaman
- Ili
- Karikitan
- Katablangan
- Malama
- Manag
- Mawegui
- Nabuangan
- Paddaoan
- Puguin
- Ripang (Old Pob.)
- Sacpil
- Talifugo